# Alger Hiss
Alger Hiss (Baltimore, 11 de novembro de 1904 — Nova Iorque 15 de novembro de 1996) foi um político dos Estados Unidos. Alto funcionário no Departamento de Estado, em 1948 foi delatado qual espião a serviço do governo soviético. Hiss não aceitou a acusação, porém em 1950 e em plena Guerra Fria, foi condenado, por perjúrio, a cinco anos de prisão. Escreveu In the Court of Public Opinion (1957) e Recollections of a Life (1988).
No verão de 1948, J. Edgar Hoover filtrou o caso ao republicano Richard Nixon, então membro do Comité do Congresso dos Estados Unidos para a investigação de actividades antiamericanas (HUAC).
Hiss foi acusado em 3 de agosto de 1948. Whittaker Chambers, ex-comunista, declarou ter ocultado microfilmes que lhe havia entregue Hiss numa abóbora. Os "papéis da abóbora" tornaram-se numa expressão quotidiana e o livro de Chambers "Testemunho" foi um êxito de vendas.
Hiss cumpriu cinco anos de prisão, mas durante toda a sua vida alegou inocência. O caso Hiss foi aproveitado pelos republicanos para acusar a administração democrata de imprudência na defesa da segurança nacional, incrementando assim as possibilidades de Dewey vencer Harry Truman. No entanto, nas eleições presidenciais de 1948, a vitória foi para Truman.